# آدام رایت (ورزشکار)
آدام رایت (انگلیسی: Adam Wright؛ زادهٔ may ۴, ۱۹۷۷ (۴۷ سال)) از برندگان مدال‌های بازی‌های المپیک تابستانی و بازیکن واترپلو اهل ایالات متحده آمریکا است.